# Wardrecques
Wardrecques település Franciaországban, Pas-de-Calais megyében. Lakosainak száma 1338 fő (2022. január 1.). Wardrecques Renescure, Campagne-lès-Wardrecques, Heuringhem és Racquinghem községekkel határos.

## Népesség
A település népessége az elmúlt években az alábbi módon változott:
| Lakosok száma | 1306 | 1323 | 1353 | 1333 | 1336 | 1363 | 1354 | 1346 | 1338 |
|               | 2013 | 2015 | 2016 | 2017 | 2018 | 2019 | 2020 | 2021 | 2022 |